# Rothenburg (Zwitserland)
Rothenburg is een gemeente en plaats in het Zwitserse kanton Luzern en maakte deel uit van het district Hochdorf tot op 1 januari 2008 de districten van Luzern werden afgeschaft.

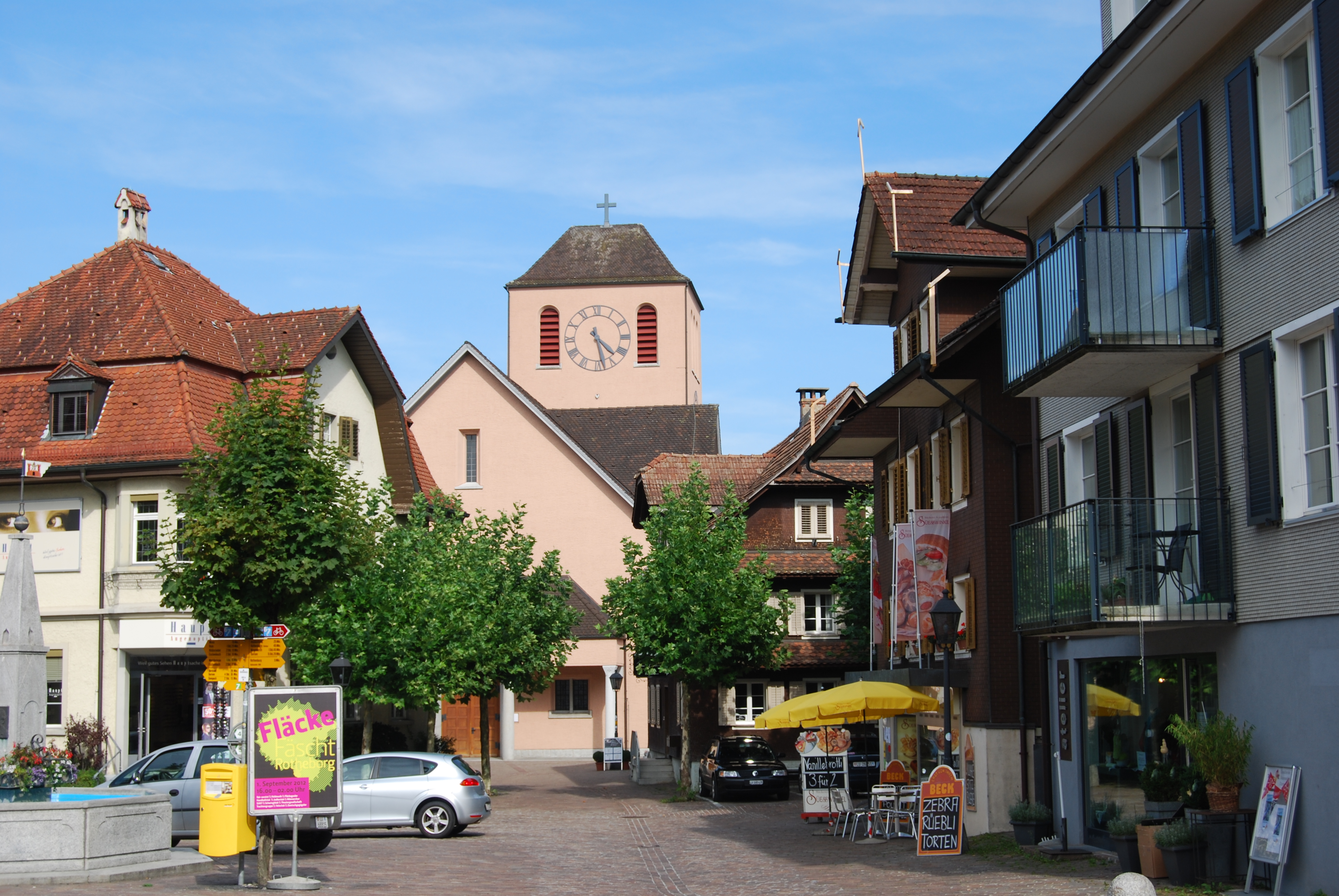
Rothenburg

Rothenburg telt 6.879 inwoners.

## Partnersteden
- Rotenburg (Duitsland)

## Geboren
- Karin Thürig (972), wielrenster, triatlete, duatlete